# Robert Negoiță
Robert Sorin Negoiță (29 de marzo de 1972) es un político y un empresario rumano. 
Ocupa uno de los primeros lugares en la lista de los 300 millonarios de Rumanía, elaborada por la revista Capital. Actualmente ejerce de alcalde del sector 3 de Bucarest.

## Vida y carrera

### Vida y educación
Nacido en la aldea de Măneciu, provincia de Prahova, Negoiță terminó la escuela secundaria a la edad de 31 años. Robert Negoiță se graduó en la Facultad de Derecho en 2007 (Universidad Bioterra) y la Facultad de Economía del Turismo Interno e Internacional (Universidad Rumano-Americana). 
Los padres, Ilie y Lidia Negoiță, se casaron en 1968; tiene dos hermanas mayores y un hermano menor. La confusión del nombre ha determinado a muchos a creer que Robert Negoiță sería pariente de Liviu Negoiță, lo que no es verdad. Robert Negoiță se casó por primera vez en 1996, con Magdalena Negoiță. Tuvieron un hijo en 1998 y una hija en 2000 y se divorciaron en 2008. En 2009, después del divorcio de Magdalena, Robert Negoiță ha conocido a Sorina Docuz, con quien se casó en el verano del año 2013. Tienen juntos un hijo nacido en el mes de 

### Negocios
Los primeros pasos en el dominio de los negocios los hace en el año 1997 cuando después de regresar del extranjero, administra la empresa Euroline. Entra en el dominio de los negocios en 1998 y construye junto con su hermano, Ionuț Negoiță, la empresa Pro Confort, especializada en productos para pavimento. La ascensión fulminante de la empresa Pro Confort determina a los jóvenes a diversificar la actividad, por lo que Pro Confort se centrará también en la producción de ventanas aislantes, puertas, mobiliario, lo que llevará finalmente al desarrollo de Confort Group. Los servicios superan el área de las construcciones y de los materiales de pavimento y se centran en el sector hotelero.
La asociación entre Confort Group y Pro Hotels lleva a que en el año 2003 se inaugure el primer Hotel Confort de la zona de Otopeni, seguido en el año 2004 por un nuevo Hotel Confort esta vez en el centro de Bucarest. En 2007, Ionuț y Robert Negoiță inauguran Rin Grand Hotel, el proyecto hotelero más grande de Europa, situado en Bucarest-zona Vitan, con una capacidad de 1460 habitaciones, 42 salas de conferencia, restaurantes, spa, gimnasio, etc. La mitad del Hotel Rin Grand fue remodelado en 2011 como apartamentos residenciales.
Confort Group fue consolidada por Domus Stil – promotor de barrios residenciales (Confort Residence, Confort Park y Confort City). Confort Group ha realizado también el primero parque acuático de ocio de la zona de la Capital. Situado a 6 km de Bucarest, Water Park Otopeni fue abierto en el verano del año 2004. Water Park es el parque acuático más grande de Rumanía. 

## Carrera política
En 2004, Robert Negoiță entró en la vida política, optando por la inscripción en el PSD. Desde el año 2004, éste fue elegido vicepresidente de TSD y en una figura destacada dentro de la organización juvenil de los socialdemócratas. En 2004 pasó a ser vicepresidente de Social Democratic Youth (TSD; organización juvenil de PSD) y en importante figura en la organización del partido.
En la segunda mitad del año 2007, Robert Negoiță lanzó en el TSD, la Liga de los Jóvenes Emprendedores socialdemócratas, una organización cuyo presidente fue elegido oficialmente. LTISD es una organización nueva, que se propone satisfacer las necesidades de la sociedad activa, de las que pagan tasas e impuestos y además, asegurar una relación basada en la solidaridad entre el ámbito de negocios y la sociedad. Desde su creación, LTISD se implicó en diversos debates políticos, lanzando soluciones derivadas de la experiencia no política de sus componentes. Una de las iniciativas más importantes en este sentido es la propuesta relativa a la fiscalidad diferenciada a los terrenos para reducir la especulación con terrenos y el aumento excesivo de los precios en el mercado inmobiliario. 
Es elegido vicepresidente del PSD en el Congreso Extraordinario del año 2010. El 7 de julio de 2010, Robert Negoiță es elegido presidente del PSD Ilfov y a partir del 2011 se hace cargo de la interinidad de la organización PSD sector 3. Renuncia a todas las funciones que tenía dentro del Rin Group así como a los demás negocios desarrollados y presenta su candidatura en el invierno del 2008 para las elecciones parlamentarias para la Cámara de los Diputados en el colegio uninominal no. 1 de la provincia de Teleorman. Robert Negoiță fue nombrado el candidato USL para la alcaldía del sector 3 de Bucarest, para las elecciones del mes de junio de 2012[5]. Robert Negoiță fue elegido alcalde del sector 3 de Bucarest en las elecciones locales del 10 de junio de 2012.

## Cultural y Social
Robert Negoiță es un apasionado del teatro, en efecto la Fundación Robert Negoiță ha organizado en el Rin Grand Hotel junto con los demás teatros célebres numerosas actuaciones de teatro: Pasión en el Rin Grand Hotel (adaptación de Crimen en el Howard Johnson), Soy un ciego, Rendez-Vous.